# 브리안 사라고사
브리안 사라고사 마르티네스 (Bryan Zaragoza Martínez, 2001년 9월 9일 ~ )는 스페인의 축구 선수이며, 셀타 비고에서 윙어로 뛰고 있다.
2024년 7월 여름 이적시장에서 바이에른 뮌헨으로 이적 예정이었지만, 1월 겨울 이적시장에서 임대 계약으로 조기 합류했다.